# Wovon träumst du denn (in seinen Armen)
Wovon träumst du denn (in seinen Armen) – singel niemieckiego piosenkarza Thomasa Andersa, wydany 17 czerwca 1983 roku.

## Lista utworów
| Nr | Tytuł utworu                              | Długość |
| -- | ----------------------------------------- | ------- |
| 1. | „Wovon Träumst Du Denn (In Seinen Armen)” | 3:44    |
| 2. | „Du Bist Die Frau Fürs Leben”             | 3:14    |
|    |                                           | 6:58    |